# Обозін
Обозін (пол. Obozin, нім. Locken) — село в Польщі, у гміні Скаршеви Староґардського повіту Поморського воєводства.
Населення — 222 особи (2011).
У 1975-1998 роках село належало до Гданського воєводства.

## Демографія
Демографічна структура станом на 31 березня 2011 року:
|          | Загалом | Допрацездатний вік | Працездатний вік | Постпрацездатний вік |
| -------- | ------- | ------------------ | ---------------- | -------------------- |
| Чоловіки | 111     | 35                 | 70               | 6                    |
| Жінки    | 111     | 29                 | 61               | 21                   |
| Разом    | 222     | 64                 | 131              | 27                   |